# Scytalopus altirostris
Scytalopus altirostris е вид птица от семейство Rhinocryptidae.

## Разпространение
Видът е разпространен в Перу.